# The Little Hours
The Little Hours is een Amerikaanse filmkomedie uit 2017 van Jeff Baena die zich afspeelt in de middeleeuwen en gebaseerd is op verhalen uit Decamerone van Giovanni Boccaccio. Hoofdrollen worden gespeeld door Alison Brie, Dave Franco, Kate Micucci, Aubrey Plaza, John C. Reilly en Molly Shannon. 
De film ging in première op het Sundance Film Festival op 19 januari 2017. Critici gaven de film een positieve review, voornamelijk betreffende het acteerwerk.

## Verhaal
Het verhaal speelt zich af in 1347 in en rondom een katholiek klooster in Garfagnana dat wordt geleid door moeder Marea en vader Tommasso. Enkele nonnen gedragen zich niet onmiddellijk van wat men van een non zou verwachten: Alessandra is enkel toegetreden omdat haar vader het klooster veel geld schenkt. Zelf wil ze eerder een luxueus leven en ze zal er dan ook alles aan doen om klusjes te delegeren naar de andere nonnen. Ginevra is een roddelaarster die niets liever doet dan de andere nonnen te bespioneren en hun misdragingen te verklikken aan moeder overste. Fernanda is emotioneel instabiel, agressief en soms zelfs psychotisch. Deze drie vrouwen vallen de uitermate katholieke tuinman regelmatig lastig met seksueel getinte opmerkingen en allerhande vloekwoorden waardoor deze ontslag neemt. 
Massetto is een jonge knecht bij een rijke edelman ergens in Lunigiana. Wanneer zijn baas verneemt dat hij een seksuele relatie heeft met zijn vrouw, moet Massetto vluchten. Hij komt een dronken Tommasso tegen die het borduurwerk van de nonnen - bedoeld om te verkopen in de stad als inkomsten voor de zusters - heeft verloren in de rivier. Zij bedisselen samen een plan: Massetto wordt de "doofstomme" nieuwe tuinman. Al snel verleiden Allessandra en Fernanda Massetto en verkrachten hem. Ook Ginevra wil gemeenschap met Massetto en ontdekt zo dat ze lesbisch is en verliefd op Fernanda. 
Fernanda ontvoert op een nacht Massetto en neemt hem mee het bos in naar een convent van heksen. Ze voert een vruchtbaarheidsritueel uit op Massetto. Alessandra en Ginevra hebben haar echter gevolgd. Ginevra, onder invloed van het hallucinerende belladonna wat ze eerder verkeerdelijk innam, doet haar kleren uit en danst mee met de andere heksen. Wanneer Fernanda een mes bovenhaalt en Massetto vreest dat zij het mes in hem zal steken, verklaart hij niet doofstom te zijn.
Ginevra, nog steeds onder invloed, loopt naar het klooster en vertelt iedereen wat er zonet is gebeurd tezamen met alle andere geheimen van Alessandra en Fernanda. Daarbij verklapt ze zelf al haar misstappen en biecht ze op dat ze niet katholiek, maar Joods is. Ook Marea en Tommasso worden betrapt: ze hebben een seksuele liefdesaffaire. De bisschop is genoodzaakt een tribunaal te houden. Daardoor wordt Tommasso overgeplaatst naar een abdij, Massetto wordt uitgeleverd aan zijn voormalige baas en Ginevra mag voor de rest van haar leven niet meer deelnemen aan het middageten. 
Massetto wordt door zijn voormalige baas opgesloten en zal elke dag worden gefolterd tot aan zijn dood. De niet zo snuggere wachters worden weggelokt door Alessandra, Fernanda en Ginevra om Massetto te bevrijden en hem terug naar het klooster te brengen. Tezelfdertijd ontvluchten Marea en Tommasso respectievelijk het klooster en de abdij. Samen beslissen ze om hun liefdesrelatie elders verder te zetten.

## Rolverdeling
| Acteur         | Personage  |
| -------------- | ---------- |
| Alison Brie    | Alessandra |
| Dave Franco    | Massetto   |
| Kate Micucci   | Ginevra    |
| Aubrey Plaza   | Fernanda   |
| John C. Reilly | Tommasso   |
| Molly Shannon  | Marea      |
| Fred Armisen   | Bartolomeo |
| Jemima Kirke   | Marta      |
| Nick Offerman  | Bruno      |
| Lauren Weedman | Francesca  |
| Adam Pally     | Paolo      |
| Jon Gabrus     | Gregorio   |
| Paul Reiser    | Ilario     |
| Paul Weitz     | Lurco      |